# 東京産業
東京産業株式会社（とうきょうさんぎょう、英: TOKYO SANGYO CO.,LTD.）は三菱グループに属する機械総合商事会社である。

## 概要と沿革
1942年（昭和17年）、安江安吉が機械機具の製造販売を業とする大和機械株式会社を設立。その後、同社は1947年（昭和22年）に商号を東京建材工業株式会社に変更。同年7月、第二次世界対戦後の財閥解体により連合軍総司令部覚書を受け、三菱商事株式会社が解散を命ぜられた際、同社機械部の有志が東京建材工業の経営権を譲り受け、商号を東京産業株式会社に変更した。その後は三菱グループに属する独立した機械総合商社として発展、1996年（平成8年）には東京証券取引所市場第一部銘柄に指定を受ける。
国内・貿易仲介を中心とした口銭を稼ぐビジネスが中心であるが、太陽光発電・製氷プラント・包装資材などへの投資を行い事業投資を行う他、また昨今ではM&Aも積極的に展開する。川下から川上まで広い領域を手がける商社である。

## 拠点数
- 国内拠点17: 札幌・六ヶ所村・仙台・福島・新潟・鹿島・静岡・浜松・名古屋・関西（神戸）・西日本（大分・福岡）・広島・長崎
- 海外拠点17: 中国（3）・台湾・インドネシア・タイ・シンガポール・ベトナム（2）・マレーシア・メキシコ(3)・アメリカ・ドイツ・ハンガリー・ポーランド

## 関連会社
- 東京産業不動産株式会社
- 社会環境イノベーション株式会社
- 光和興業株式会社
- 合同会社たてしなサンサンファーム
- 株式会社アイ・エー・エッチ
- Tokyo Sangyo Europe GmbH